# Oranžská synoda
Synod, který se sešel 529 v Orange, uzavřel semipelagiánský spor (Jan Kassián, Vincenc z Lerina). Byl ovlivněn Caesariem z Arles a později potvrzen k všeobecné platnosti papežem Bonifácem II.
Ve dvaceti pěti článcích pojednává zejména o míře svobodné vůle člověka v otázkách spásy (touha po Bohu, víra v Krista apod.). Je to pouze milost, když se člověk rozhodne následovat Boha (monoenergistické pojetí), nebo se na lidské obnově podílí jak boží milost, tak člověk sám svým rozhodnutím (synergismus)?
Synod rozhodl: Protože jsou lidé potomci Adama, jsou podrobeni hříchu a svoboda jejich vůle je omezena (člověk sám od sebe nedokáže dostatečně milovat Boha). Potřebují milost od Boha, kterou si však nemohou ničím získat. Člověk má svobodu milost přijmout i odmítnout. Synod odmítl předurčení k zatracení.